# Klopidogrel

Strukturformel

Klopidogrel (Plavix) är ett trombocytaggregationshämmande läkemedel som motverkar blodproppsbildning genom att minska trombocyternas (blodplättarnas) förmåga att klumpa ihop sig. Läkemedlet marknadsförs av Sanofi-Aventis och Bristol-Myers Squibb.

## Verkningsmekanism
Klopidogrel inhiberar trombocyternas P2Y12-adenosindifosfatreceptorer och hindrar på så sätt koagulering, det vill säga trombocyternas aggregering.

## Användning
Klopidogrel ges till patienter med hjärtinfarkt eller ischemisk stroke för att förebygga kardiovaskulära händelser. Klopidogrel är en prodrog och måste metaboliseras av flera enzymer i levern för att bli aktiv och ha effekt. Klopidogrel omvandlas först till 2-oxo-klopidogrel av enzymerna CYP2C19, CYP1A2 och CYP2B6 för att sedan omvandlas till den aktiva formen R-130964 av CYP3A, CYP2C9, CYP2C19 och CYP2B6. På grund av den fördröjda effekten ges ofta en laddningdos av klopidogrel på 300 mg (eller 600 mg), sedan ges 75 mg dagligen.

## Kliniska studier
- CAPRIE - jämförelse mellan klopidogrel och ASA
- CLARITY
- CURE - testade effekten av klopidogrel i akut koronara syndrom
- COMMIT

## Liknande läkemedel
- Tiklopidin
- Prasugrel